# USS Colahan (DD-658)
USS Colahan (DD-658) là một tàu khu trục lớp Fletcher được Hải quân Hoa Kỳ chế tạo trong Chiến tranh Thế giới thứ hai. Nó là chiếc tàu chiến duy nhất của Hải quân Mỹ được đặt theo tên Trung tá Hải quân Charles E. Colahan (1849–1904). Nó hoạt động cho đến hết Thế Chiến II, ngừng hoạt động một thời gian ngắn rồi lại tiếp tục tham gia Chiến tranh Triều Tiên, phục vụ cho đến năm 1966, khi nó bị đánh chìm như một mục tiêu. Colahan được tặng thưởng tám Ngôi sao Chiến trận do thành tích phục vụ trong Thế Chiến II, rồi thêm năm Ngôi sao Chiến trận khác khi hoạt động tại Triều Tiên.

## Thiết kế và chế tạo
Colahan được đặt lườn tại xưởng tàu của hãng Bethlehem Steel Co. ở Staten Island, New York vào ngày 24 tháng 10 năm 1942. Nó được hạ thủy vào ngày 3 tháng 5 năm 1943; được đỡ đầu bởi bà P. C. Hinkamp, cháu nuôi Trung tá Colahan; và nhập biên chế vào ngày 23 tháng 8 năm 1943 dưới quyền chỉ huy của Hạm trưởng, Trung tá Hải quân D. T. Wilber.

## Lịch sử hoạt động

### Thế Chiến II
Colahan đi đến Trân Châu Cảng để gia nhập Hạm đội Thái Bình Dương vào ngày 11 tháng 12 năm 1943, rồi tham gia cùng Lực lượng Đặc nhiệm 52 cho cuộc tấn công chiếm đóng quần đảo Marshall, lên đường vào ngày 19 tháng 1 năm 1944. Nó hộ tống cho thiết giáp hạm Mississippi (BB-41) trong cuộc bắn phá lên các đảo Enubuj và Kwajalein vào ngày 31 tháng 1.
Sau khi được sửa chữa và huấn luyện tại Trân Châu Cảng, Colahan lên đường vào ngày 31 tháng 5 để gia nhập trở lại Đệ Ngũ hạm đội, và đảm nhiệm vai trò cột mốc radar canh phòng, bắn phá bờ biển và bắn hỏa lực hỗ trợ cho việc tấn công chiếm đóng Guam từ ngày 12 tháng 7 đến ngày 15 tháng 8, cũng như bảo vệ các cuộc không kích hỗ trợ cho cuộc tấn công lên phần phía Nam quần đảo Palau từ ngày 29 tháng 8 đến ngày 28 tháng 9. Chiếc tàu khu trục đã hộ tống các tàu sân bay nhanh thuộc Lực lượng Đặc nhiệm 38 trực thuộc Đệ Tam hạm đội, khi họ chuẩn bị cho Trận Leyte qua việc vô hiệu hóa các căn cứ không quân tại Nansei Shoto và Đài Loan từ ngày 10 đến ngày 14 tháng 10, rồi bắt đầu tấn công lên Philippines cho đến ngày 20 tháng 10. Các tàu sân bay trong đội của nó đã truy kích lực lượng Nhật Bản rút lui sau Trận chiến ngoài khơi Samar, một phần của cuộc Hải chiến vịnh Leyte từ ngày 24 đến ngày 26 tháng 10. Nó tiếp tục hoạt động tại khu vực cho đến khi rút lui về Ulithi vào cuối tháng 12 để sửa chữa những thiệt hại do cơn bão Cobra gây ra.
Từ ngày 30 tháng 12 năm 1944 đến ngày 22 tháng 1 năm 1945, Colahan tiếp nối nhiệm vụ cột mốc radar canh phòng để bảo vệ cho Đệ Tam hạm đội trong các đợt không kích xuống Đài Loan, Luzon, vịnh Cam Ranh tại Đông Dương thuộc Pháp, Hong Kong và đảo Hải Nam nhằm phối hợp với cuộc đổ bộ lên vịnh Lingayen của Đệ Thất hạm đội. Đến ngày 10 tháng 2, nó ra khơi trong thành phần hộ tống bảo vệ cho Lực lượng Đặc nhiệm 58 khi đơn vị này càn quét gần các đảo chính quốc Nhật Bản và không kích xuống khu vực Tokyo. Chiếc tàu khu trục lại làm nhiệm vụ cột mốc radar canh phòng ngoài khơi Iwo Jima vào lúc diễn ra cuộc đổ bộ lên hòn đảo này vào ngày 19 tháng 2, rồi rút lui về Ulithi năm ngày sau đó để sửa chữa và tiếp liệu.
Colahan hoạt động cùng Lực lượng Đặc nhiệm 58 để chuẩn bị cho cuộc đổ bộ lên Okinawa từ ngày 14 tháng 3 đến ngày 1 tháng 4, bảo vệ cho các cuộc không kích lên Kyūshū và Okinawa. Nó tiếp tục hoạt động cùng lực lượng đặc nhiệm tàu sân bay sau khi diễn ra cuộc đổ bộ, và đã đi đến trợ giúp cho tàu khu trục Hazelwood (DD-531) vào ngày 29 tháng 4, cứu vớt khoảng 140 người sống sót là nạn nhân của một cuộc tấn công tự sát Kamikaze. Sau khi được tiếp liệu tại vịnh San Pedro, Leyte, con tàu lại tham gia cùng Lực lượng Đặc nhiệm 38 vào ngày 13 tháng 6 cho những đợt không kích cuối cùng xuống các đảo chính quốc Nhật Bản. Sau khi Nhật Bản đầu hàng kết thúc xung đột, nó tiến vào Sagami Wan vào ngày 27 tháng 8, và hoạt động như tàu kiểm soát ra vào cảng tại vịnh Tokyo cho đến ngày 3 tháng 9. Vào ngày 8 tháng 10, nó trợ giúp cho chiếc tàu Nhật Bản MV Kiri Marti bị mắc cạn tại Miyake Shima, và chuyển những người sống sót đến Okubo.
Rời vịnh Tokyo vào ngày 31 tháng 10, Colahan quay trở về San Diego, California nơi nó được cho xuất biên chế và đưa về thành phần dự bị vào ngày 14 tháng 6 năm 1946, và được phân về Quân khu Hải quân 12 để hoạt động huấn luyện Hải quân Dự bị.

### 1950-1966
Colahan được cho nhập biên chế trở lại vào ngày 16 tháng 12 năm 1950, và hoạt động huấn luyện tại San Diego cho đến ngày 20 tháng 8 năm 1951, khi nó khởi hành từ San Francisco để phục vụ cùng Đệ Thất hạm đội trong cuộc Chiến tranh Triều Tiên. Nó đã thực hiện bắn phá bờ biển và bắn hỏa lực hỗ trợ cho binh lính trên bờ, và huấn luyện chống tàu ngầm ngoài khơi Okinawa trước khi quay trở về vùng bờ Tây vào ngày 10 tháng 3 năm 1952. Nó lại lên đường từ San Diego vào ngày 1 tháng 11 năm 1952, bắn phá các mục tiêu trên bờ tại Triều Tiên và hộ tống bảo vệ tàu sân bay, phục vụ tuần tra tại eo biển Đài Loan và huấn luyện ngoài khơi Okinawa trước khi quay trở về vùng bờ Tây vào ngày 1 tháng 6 năm 1953.
Colahan còn tiếp tục được phái sang Viễn Đông để phục vụ cùng Đệ Thất hạm đội vào những năm 1954-1957. Nó hoạt động dọc theo vùng bờ Tây từ năm 1958 đến năm 1963, chủ yếu để huấn luyện Hải quân Dự bị, nhưng cũng được Tổng thống John F. Kennedy huy động vào tháng 8 năm 1961 nhằm đối phó sự căng thẳng gia tăng do vụ Khủng hoảng Berlin 1961. Con tàu lại được bố trí sang Viễn Đông vào ngày 2 tháng 2 năm 1962, và đến ngày 15 tháng 4 đã hộ tống cho tàu sân bay Princeton (LPH-5) đi sang Nam Việt Nam để chuyển giao máy bay trực thăng và cố vấn quân sự đến Sóc Trăng. Con tàu quay trở về nhà vào ngày 17 tháng 7.
Colahan được cho xuất biên chế và rút khỏi danh sách Đăng bạ Hải quân vào ngày 1 tháng 8 năm 1966. Nó bị đánh chìm như một mục tiêu ngoài khơi California vào ngày 18 tháng 12 năm 1966.

## Phần thưởng
Colahan được tặng thưởng tám Ngôi sao Chiến trận do thành tích phục vụ trong Thế Chiến II, và thêm năm Ngôi sao Chiến trận khác khi hoạt động trong Chiến tranh Triều Tiên.